# Podallea pellita
Podallea pellita är en insektsart som beskrevs av U. Aspöck och H. Aspöck 1981. Podallea pellita ingår i släktet Podallea och familjen Berothidae. Inga underarter finns listade i Catalogue of Life.